# Konew (Einheit)
Konew war ein polnisches Volumenmaß und das sogenannte Maß Kanne.
Das Maß galt vom 1. Januar 1819 (Einführung) bis zum 19. April 1849 (1. Mai 1848). Zu diesem Termin wurden im Königreich Polen die russischen Maße eingeführt und verbindlich (Ukas vom 20. Januar 1848 (1. Februar 1848)).
- 1 Konew = 5 Garniec = 20 Kwarta = 20 Liter